# Distrito de San Pedro (Lucanas)
El distrito de San Pedro es uno de los veintiún distritos que conforman la provincia de Lucanas, ubicada en el departamento de Ayacucho, en el Perú.

## Historia
El distrito de San Pedro fue creado mediante Ley No.701 del 16 de diciembre de 1907. Su capital es el centro poblado de San Pedro. 

## Geografía
El Distrito de San Pedro es muy accidentado por estar situado en un área ondulada y sobre una laguna, por el Norte Limita con la demarcación del río San Pedro Santa Cruz y Pamparque, por el Sur con el Centro Poblado de San Antonio, por el Este con abismo de Patahuasi, por el Oeste con el Anexo de Santa Ana.

## Centro Poblado San Antonio
San Antonio fundado el 25 de abril de 1908 y creado el 14 de julio del año 1919 siendo a cargo como teniente Gobernador el señor Griseldo Tirado Soto, como diputado nacional por Ayacucho Nicasio Arangoitia, como presidente de la República Augusto B Leguía y el reverendo padre Mariano M Salas vicario general de la Provincia Lucanas y Parinacochas, los pueblos que participaron en la creación del Centro Poblado San Antonio fueron Chiripampa hoy (Santa Isabel), Cceñuayzo hoy (Unión Palaycca), Puncuhuacca, Salahua y Ccechccapampa y por primera vez se conmemoró la fiesta Patronal de San Antonio a Santo Patrón San Antonio de Padua el 15 de julio de 1925 procedente de la Ciudad arqueológica de Cusco; hoy San Antonio es una localidad que cuenta con abundante agua potable las 24 horas, desagüe, luz, instituciones de educación, salud, seguridad, comunal, Ong, programas sociales, etc y su visión es llegar a ser el capital del Distrito de San Pedro porque día a día su crecimiento poblacional, tanto humano y vivienda aumenta en mayor cantidad, superando a todos los anexos y centros poblados dentro de la jurisdicción del distrito de San Pedro en el eje de crecimiento y desarrollo social, económico, religión y cultural.
Está situado en una superficie plana y con abundantes aguas manantiales que agrupan alrededor de la localidad y limita de la siguiente manera:
- por el Norte con la localidad de San Pedro.
- por el este con el caserío de Ccechcca Pampa.
- por el Oeste con el Centro Poblado de Santa Ana y fundo Matara.
- por el sur limita con la localidad de Santa Isabel.

## División administrativa

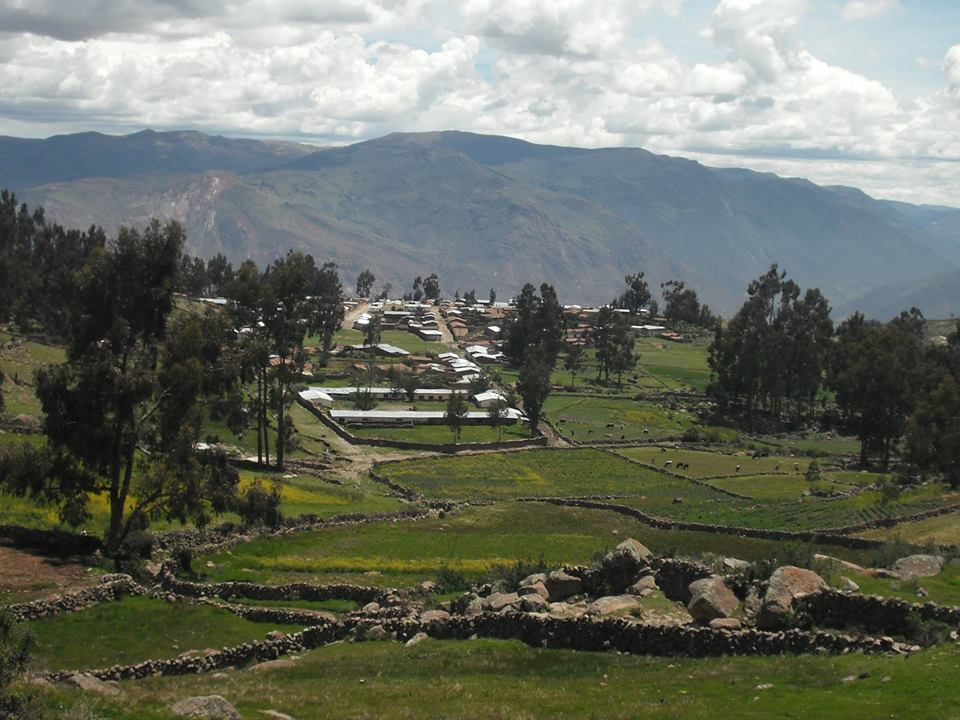
Panorama de San Antonio

### Centros poblados
- San Pedro, con 517 hab.
- Puncuhuacca, con 307 hab.
- San Antonio, con 1.759 hab.
- San Pablo, con 348 hab.
- Santa Ana, con 297 hab.
- Santa Isabel, con 241 hab.
- Yuracc Cancha, con 236 hab.

### Caseríos
- Unión Palaycca 79 hab.
- Pacc Cha 59 hab.
- Ccechccapampa 48 hab.
- Marcona Alta 24 hab.
- Marcona Baja 48 hab.
- Pampa Redonda Alta 72 hab.
- Pampa Redonda Baja 83 hab.
- total habitantes mujeres: 1,896
- total habitantes varones: 1,693
- habitantes en total: 3,589

## Autoridades

### Alcaldes
- 2023 - 2026[3]
  - Alcalde: Dionicio Huamani Huallpa.

Alcaldes anteriores
- 1964 - 1966: Esther Prada De García, de la Alianza Acción Popular - Democracia Cristiana.
- 1967 - 1969: Migdonio García De la Rosa, de Lista N° 4.
- 1969 - 1980: Gobierno militar.
- 1981 - 1983: Marcos Ninapaita Flores, del Partido Aprista Peruano.
- 1984 - 1986: Luis Altamirano Mendívil, del Partido Aprista Peruano.
- 1987 - 1989: Marcos Ninapayta Flores, del Partido Aprista Peruano.
- 1990 - 1992: Irineo Jiménez Mallqui, de Izquierda Unida.
- 1996 - 1998: Alcides García De la Rosa, de L.I. Nro  3 de Jóvenes en Acción y Desarrollo.
- 1999 - 2002: Mariano Taipe Huamaní, de Frente Desarrollo de Lucanas.
- 2003 - 2006: Victor Diego Atoccsa Huamaní, de Acción Popular.
- 2007 - 2010: Mariano Taipe Huamaní, de Acción Popular.
- 2011 - 2014: Francisco Ramírez Ccahuay, de Acción Popular.
- 2015 - 2018: Tomás Quispe Cruz, de Alianza Renace Ayacucho.
- 2019 - 2022: Richar Betto Llamocca

## Festividades
- 13 al 17 de agosto en San Pedro,"virgen de la Asunción" y "Reina de los Ángeles"
- 13 al 17 de julio en San Antonio  "Virgen del Carmen" y " Patrón San Antonio"
- 1 de noviembre fiesta del agua o Sequia Tusuy (Ayla) en San Pedro, San Antonio, Santa Isabel, etc.
- 25 de diciembre y 1 de enero Navidad en San Antonio, Santa Isabel y San Pedro

## Galería de imágenes

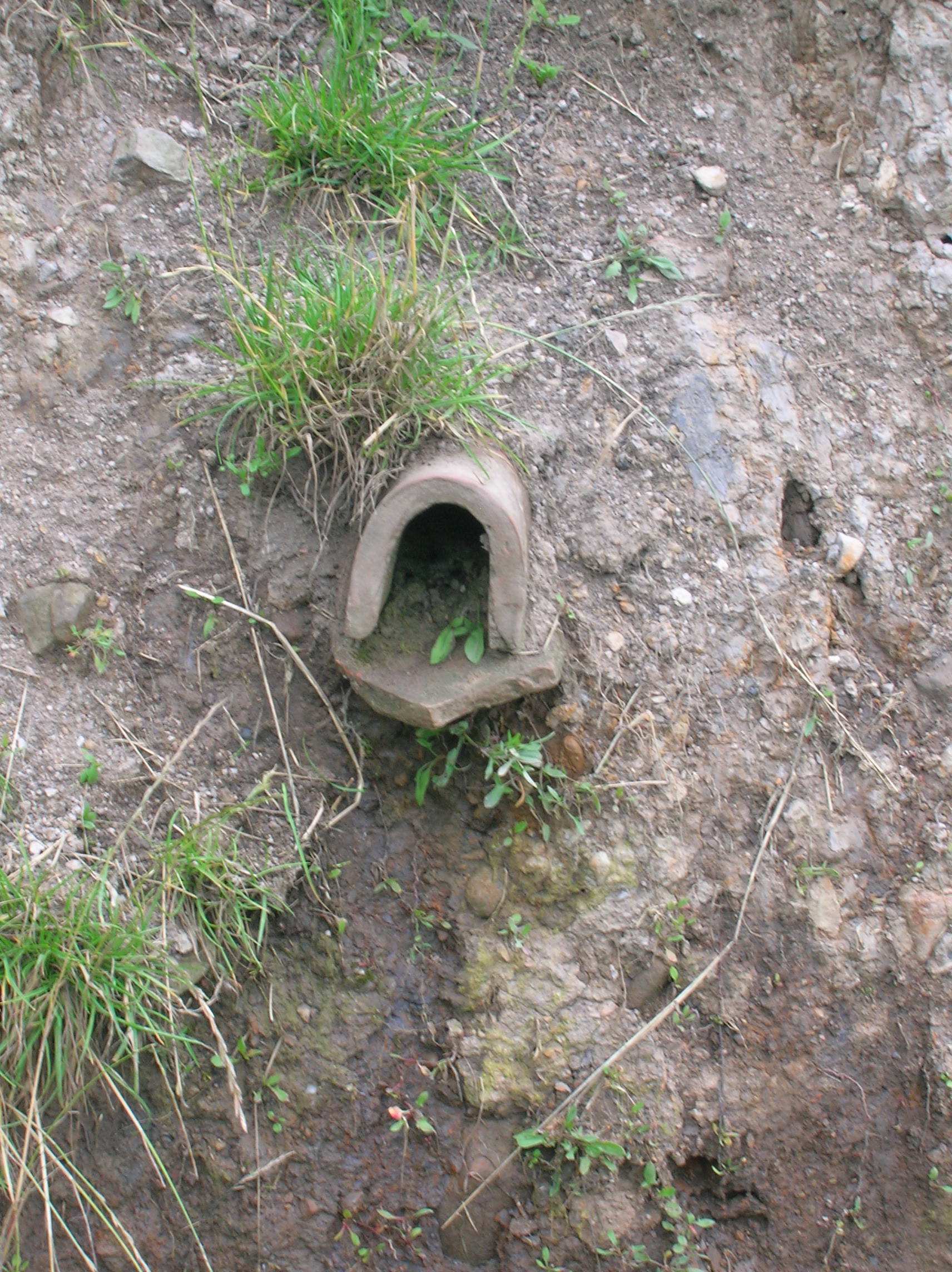
Salida de un antiguo dren de cerámica
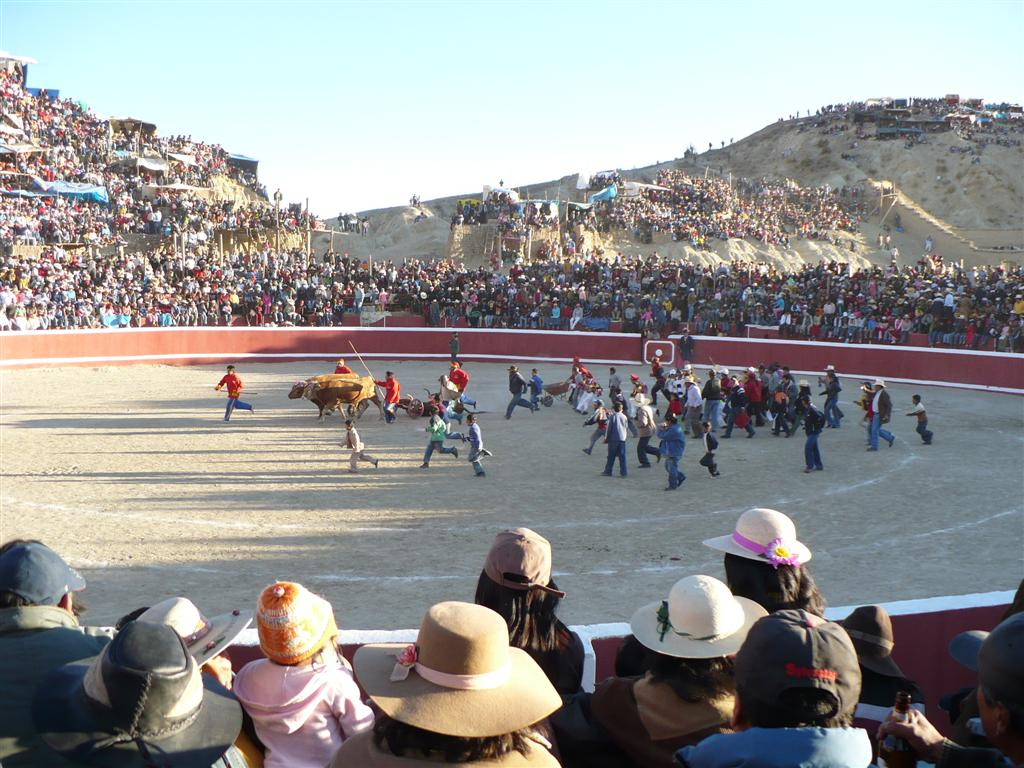
corrida San Antonio
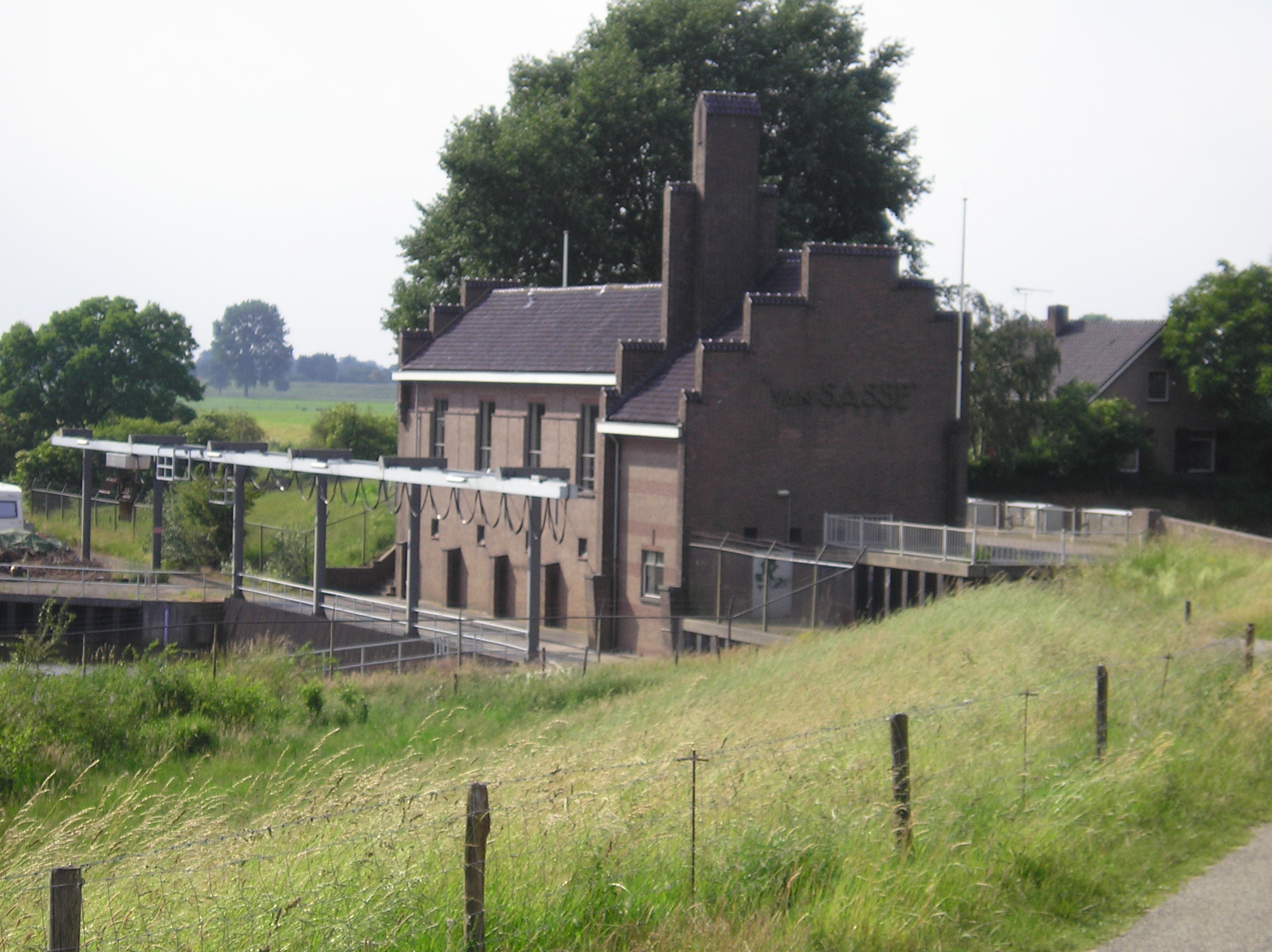
Estación de bombeo elevando el agua de drenaje
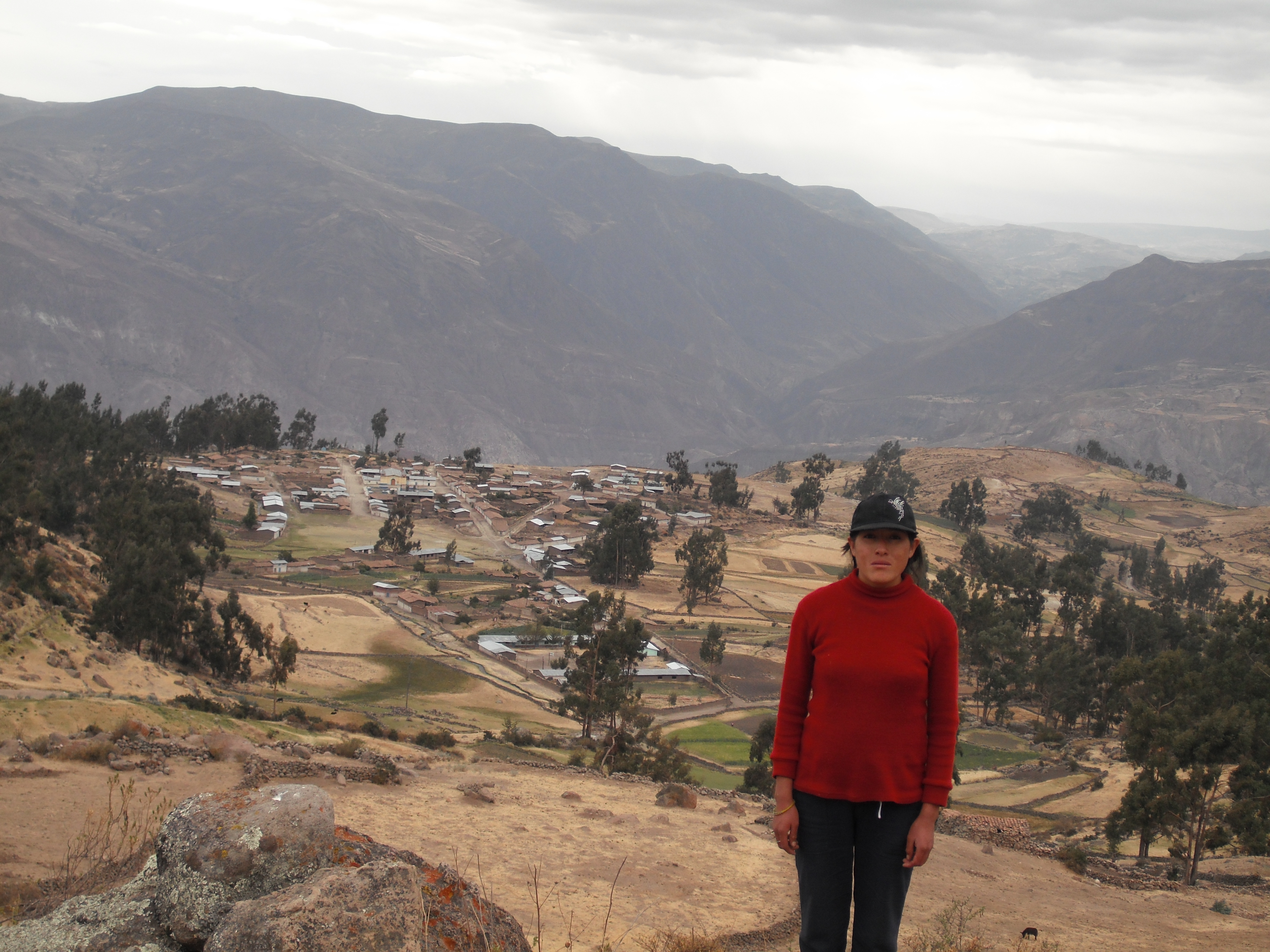
Mirador de San Antonio
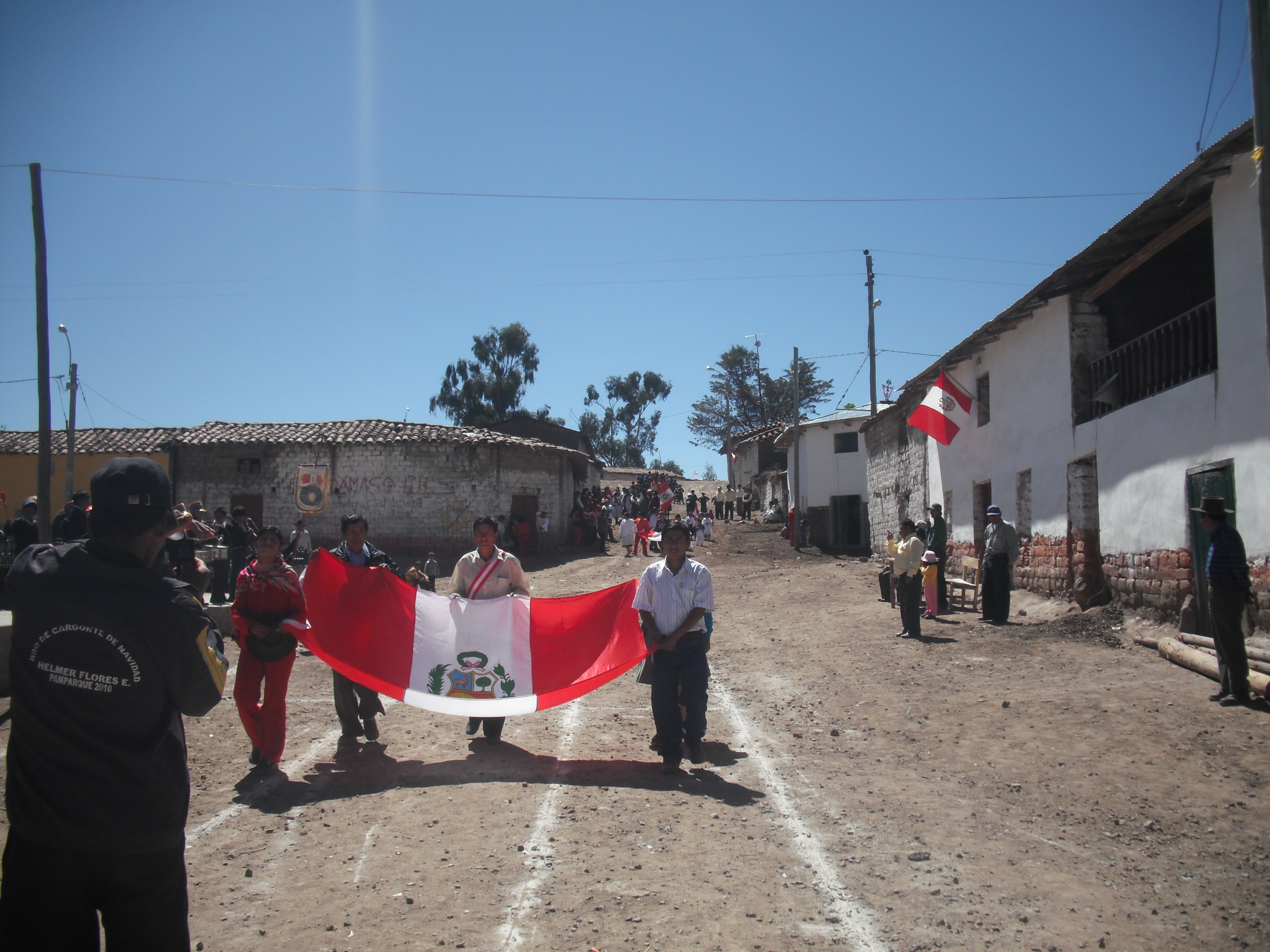
Desfile cívico en San Antonio